# Joan M. Oleaque
Joan Manuel Oleaque Moreno, más conocido como Joan M. Oleaque (Catarroja, 1968) es un periodista, escritor y profesor universitario español, autor de libros como Des de la tenebra: un descens al cas Alcàsser (1995; traducido al español en 2002 como Desde las tinieblas. Un descenso al caso Alcásser, publicado en Destino) y En èxtasi (2004).

## Biografía
Es colaborador del semanario El Temps y del diario El País. Colaboró con el programa 30 minuts de la cadena catanala TV3 y con los programas Passengers y Eurotrash de la televisión británica Channel 4. De 2003 a 2009 fue profesor de periodismo en la Facultad de Filología, Traducción y Comunicación de la Universidad de Valencia y desde 2009 lo es en la Universidad Internacional Valenciana.
En 1999 obtuvo el premio del Instituto Interuniversitario de Filología Valenciana al mejor periodista valenciano de 1998, en la modalidad de prensa escrita. Su libro Des de la tenebra: un descens al cas Alcàsser, reconstrucción novelada del caso Alcácer, ganó el Premio Octavi Pallissa de ensayo 1997 y en 2003 el Premio Internacional Rodolfo Walsh a la mejor obra de no ficción sobre un tema criminal.